# Балкан
Балканско полуострво, једноставније Балкан, јесте полуострво и културна област који се налази у источној и југоисточној Европи. Полуострво је добило назив по планини Балкан која се протеже од српско-бугарске границе до Црног мора.
Балканско полуострво је окружено Јадранским морем на југозападу, Јонским и Средоземним морем на југу, Егејско и Мраморно море су на југоистоку док је Црно море на истоку. Највиши врх полуострва је Мусала висок 2.925 m који се налази на планини Рила.

## Поријекло назива

### Етимологија
На турском језику balkan значи ’венац шумовитих планина’, док на бугарском језику балкан значи ’планина’. Друга могућа етимологија је повезана са персијском ријечју балк која значи ’мочвара’ уз додатак турског суфикса -ан добија се ’мочварна шума’. Мање популарна хипотеза етимологије је да је назив настао од персијске ријечи Balā-Khāna која значи ’велике висока кућа’.

### Историјски називи

#### Класична антика и рани средњи вијек
Од класичне антике до средњег вијека, мјесни Трачани су за Балканске планине користили назив Хемус. Према грчкој митологији, трачког краља Хемуса је да би га казнио бог Зевс претворио у планину, а планина је добила његово име. Предложена је и схема повратног назива. Д. Дечев сматра да је Хемус (грч. Αἷμος) настао од трачке ријечи *saimon која значи ’планински гребен’. Трећа могућност је да је Хемус (грч. Αἵμος) долази од грчке ријечи хема (грч. αἵμα) што значи ’крв’. Мит се односи на борбу између бога Зевса и титана Тифона. Зевс је Тифона ранио муњом и Тифонова крв је пала на планину, одакле је планина добила име.

#### Касни средњи вијек и османско доба
Најстарије помињање назива је на арапском мапи са почетка 14. вијека, у којој се Хемске планине називају Балкан. Прво потврђено вријеме у коме се на Западу за планински масив у Бугарској користи назив Балкан је писмо из 1490. године које је италијански хуманиста и писац Филип Калимах послао папи Иноћентију VIII. Прво османско помињање документовано је 1565. године. Прије тога није било друге документоване употребе ријечи која се односи на област, иако су се друга туркијска племена већ населила или пролазила кроз полуострво. Постоји и тврдња о ранобулгарском поријеклу популарне ријечи у Бугарској, али то је само несхоларна тврдња. Ријеч су користили Османлије у Румелији у свом општем значењу планине, као Kod̲j̲a-Balkan, Čatal-Balkan и Ungurs-Balkani̊, посебно се односећи на Хелмску планину. Назив је и даље сачуван у средњој Азији у називу планинског вијенца Велики Балкан и покрајине Балкан у Туркменистану.

#### Југоисточна Европа
Због историјских и политичких конотација појма „Балкан”, посебно од војних сукоба деведесетих година 20. вијека, термин „југоисточна Европа” постаје све популарнији иако се дословно односи на много веће подручје и стога није толико прецизно.

## Историја Балкана
На Балкану се налазе главни путеви између Европе и Блиског истока, па су током историје Балкана туда стално пролазили разни народи и око балканских земаља се отимала разна царства.

## Географија Балкана
Географске границе Балкана су: на северу река Дунав и река Сава, на југу Средоземно море, на истоку и југоистоку Црно, Мраморно и Егејско море, на западу Јонско и Јадранско море. Треба напоменути да су северне границе Балканског полуострва, реке Сава и Дунав, само одокативне јер их није могуће тачно утврдити због широке везе коју ово полуострво има са средњом Европом. Његове јужне обале су јако разуђене. Полуострво пресецају велики планински системи са севера према југу и југоистоку, који теже да се од Алпа, преко Егејских острва споје са планинским системом Мале Азије. То су Динарски, Шарско-пиндски, Карпатски, Балкански и Родопски системи, са планинским висовима до 3.000 m. (Рила 2.925 m, Олимп 2.918 m, Пинд 2.914 m, Кораб 2.764 m, Шара 2.748 m, Проклетије 2.694 m, Дурмитор 2.522 m итд. Још у античко доба описане су и опеване многе планине Балкана, највише свакако Олимп, затим Хем и Родопи, али и Пинд, Тајгет, Парнас и друге. Филозоф и географ Страбон (66. п. н. е—19. н. е) Шар-планину (Skardus) назива „Веригом света” (-Catena mundi}-). Доласком Словена на то подручје, добила је садашњи назив „Шара”.
Међу рекама доминирају Дунав, Сава, Морава, Дрина, Дрим, Тимок, Ибар, Неретва, Бојана, Вардар, Бистрица, Струма, Марица, Искар, Тунџа, Јантра и Пинеј и др. Језера су Охридско језеро, Преспанско језеро, Скадарско језеро, Острвско језеро, Костурско језеро итд.
Клима је средоземна на Јадранског мора и Егејског мора, океанска и влажне суптропска на обали Црног мора, док је у унутрашњости умерено умереноконтинентална. Север полуострва и планине имају снијежне и мразне зиме, те врућа и сува лета. На југу су зиме блаже.
Између планина формиране су мање или веће широке равнице, од којих је највећа Панонска низија у сливу Дунава, Саве, Драве, Тисе и Мораве. Она представља најнижи део земљишта у Панонском базену, између Алпа, Карпата, Динарида и Родопских планина. Настала је повлачењем и отицањем Панонског језера (мора) кроз Ђердапску клисуру. Језеро је било највеће за време плиоценске геолошке епохе, а постепено је отекло крајем плиоцена и почетком холоцена, када се завршава последње глацијално ледено доба на Балкану око 10000. п. н. е. За то време биле су под ледом многе планине, као што су Олимп, Пинд, Шар-планина, Пирин, Рила, Јакупица, Проклетије, Дурмитор, Прењ и др.
Остале низије у Србији, Босни, Хрватској, Бугарској, Македонији, Тесалији, Пелопонезу и др. износе око 29% укупне површине земљишта. Претежно на југу и западу Балкана, између стрмих планина, равнице се међусобно спајају једино преко уских прелаза-обично клисура. Оваква конфигурација земљишта утицала је у прошлости на обликовање мањих људских заједница, које су касније прерастале у мање етничке групе по систему полис-држава.
Разуђене обале Балканског полуострва, многе реке, равнице и превоји, пружале су погодне услове раног насељавања са југа према северу и са истока према западу, дуж великих река и плодних равница. Својим географским положајем Балканско полуострво је од памтивека било мост и главна саобраћајница између Азије и Европе, Истока и Запада, што је допринело мултиетничком саставу, разноврсности културних и политичких утицаја и немирима у историји. То убедљиво потврђују археолошки налази разних древних култура. Ни мањег простора ни више историје. Поимање Балкана, Европе и света у целини у античко доба најбоље је описао Херодот (IV, 36), „отац историје”, који наглашава, да се човек мора смејати како су многи научници нацртали земљу. Они су приказали да је земља округла као круг, да око ње теку океани и да постоје свега три континента: Европа, Азија и Либија (Африка), који су међусобно спојени.
По том схватању Европа је највећа и најдужа, те отуда и њен назив од кованице еврис-широк, простран и опс, опос-веома је налик, лице, око, тј. Европа. Њу окружује Северно море; Европа није имала име, а сада се тако зове по Кадмовој сестри из Феникије (Либан) по имену Европа. Међутим, према Хесиоду (између 800—700. п. н. е) у Теогонији (357) о стварању света и митовима о боговима Европа је Океанова и Тетина кћи, сестра Тракије, Азије и Либије. Зевсу је родила сина Додона, епонимног хероја Додоне, првог храма на Балкану. Најсевернији народи Европе били су у почетку Бореји, који су становали у Тракији и у долини Стримона, а касније Хиперборејци, који су живели на крајњем северу, са оне стране Северног Ветра, тј. Хема. Херодот даље износи да је највећа река Европе Истар (Данубиус) и да је окружују океани, како на истоку, тако и на западу.
У географском погледу Подунавље је велика област која повезује источну западну Европу, црноморске регије и Медитеран, преко својих притока и северне делове континента са централним областима Балкана. Гигантски Алпски и Карпатски планински системи деле Подунавље на Алпски или западни, Панонски или средишњи и Понтски или источни део. Река Дунав такође дели Средње Подунавље на Западни део који гравитира Динаридима, Јадранском мору и Апенинском полуострву и на велики Панонски базен на истоку. Ова низијска област, која представља најмаркантнију црту рељефа Европе, оивичена је са источне стране лучно планинским системом Карпата, Трансилванских Алпа и Старом планином.
У пределу Јужних Карпата, Дунав пролази кроз Ђердапску клисуру и тиме спаја Панонску и Влашко-понтску низију. Ђердап је највећа клисура у Европи, дуга око 100 km, између Голупца и Кладова. Дели се на мали и велики Ђердап. Најужи део Ђердапа је код Казана, где у дужини од 9 km има ширину 150—170 m и дубину од 20-50 m, а највећа дубина му је 74 m. У Ђердапској клисури Дунав има велики пад, укупно око 30 m, брзину до 3 m/s, са просечном количином протицања воде око 5.800—6.000 m3 /s. Клисурске стране издижу се око 600—700 m изнад речног тока. У овом делу Дунав је веома богат разноврсном рибом, а пре свега моруном, која икру баца у пролеће.
Иначе, Карпатски лук припада групи Алпског орогеног система, са висинама до 2.500 m. Он је обезбеђен збијеним наборима, који се састоје од разноврсних петролошких материјала, као што су креда, глиновито-песковитих шкриљаца итд, који представљају саставне делове камена у виду облутака у речним долинама. Они ће бити главни материјали за алатке и уметничка остварења најстарије културе Средњег Подунавља каменог доба.

## Дефиниције и границе

### Полуострво
Балканско полуострво је окружено Јадранским морем на југозападу, Јонским и Средоземним морем на југу, Егејско и Мраморно море су на југоистоку док је Црно море на истоку. Сјеверна граница су реке Дунав, Сава и Купа. Захвата површину скоро око 470.000 km² (нешто мање од Шпаније). Та површина је мање или више идентична региону познатом као југоисточна Европа.
Од 1920. године до Другог светског рата, Истра и делове Далмације, које спадају у општу дефиниција Балканско полуострва, били су дио Краљевине Италије. Садашња територија Италијанска Републике укључује мању област око Трста која припада Балканском полуострву. Међутим, италијански географски област око Трста и Истру обично не сматрају делом Балканског полуострва, због дефиниције Балкана која западну границу полуострва смешта на реку Крупу.
Удео површине територија на Балканском полуострву према земљама по дефиниција Дунав—Сава:
1. Албанија: 27.390 km² (>99% територије)
2. Босна и Херцеговина: 51.180 km² (>99%)
3. Бугарска: 108.400 km² (>99%)
4. Северна Македонија: 25.430 km² (100%)
5. Црна Гора: 13.440 km² (>99%)

Већим делом или делимично на Балканском полуострву:
1. Грчка (копно): 104.470 km²[23] (80%)
2. Италија (окрузи Горица и Трст): 300 km² (0,1%)
3. Румунија (Северна Добруџа): 12.000 km² (5%)
4. Словенија (југозападни део): 10.000 km² (50%)
5. Србија (без Срема, Бачке и Баната): 70.688 km² (80%)
6. Турска (европски дио): 23.764 km² (3%)
7. Хрватска (јужно од Саве и Купе без острва): 30.000 km² (54%)

### Западни Балкан
Институције Европске уније су дефинисале „Западни Балкан” као подручје на Балкану које укључује државе које нису чланице Европске уније, док се остала значења односе на географске аспекте. Западни Балкан је неологизам скован за описивање земаља „бивше Југославије (минус Словенија) и Албаније”. Тај регион дакле обухвата: Србију, Босну и Херцеговину, Црну Гору, Северну Македонију и Албанију. Свака од ових земаља за циљ има да буде дио будућег проширења Европске уније и да достигне резултате демократије и трансмисије, али ће до тада бити снажно повезан са пред-ЕУ програмом ЦЕФТА. Хрватска, која се сматрала дијелом Западног Балкана, придружила се Европској унији у јулу 2013. године.

## Народи и етничке групе Балкана
Током писане историје, Балкан су претежно насељавали различити индоевропски народи, док повремене инвазије и државне управе туркијских (Хуни, Авари, Турци) и угрофинских народа (Мађари) нису оставиле значајнијег трага у етно-лингвистичком склопу Балкана. Изузетак од овога чине једино крајњи југоисточни делови полуострва, које данас претежно насељавају Турци, као и делови Србије и Румуније у којима у значајном броју живе Мађари.
Јужнословенски народи:
- Срби (Србија, Црна Гора, Босна и Херцеговина, Хрватска, Северна Македонија)
- Црногорци (Црна Гора, Србија, Хрватска)
- Бошњаци (Босна и Херцеговина, Србија, Црна Гора, Хрватска, Северна Македонија, Албанија)
- Хрвати (Хрватска, Босна и Херцеговина, Србија)
- Словенци (Словенија)
- Македонци (Северна Македонија)
- Бугари (Албанија, Бугарска, Грчка, Северна Македонија, Србија, Турска)

Јужнословенске етничке групе и подгрупе:
- Југословени (Србија, Црна Гора, Босна и Херцеговина)
- Муслимани (Србија, Црна Гора, Босна и Херцеговина)
- Горанци (Србија - Косово и Метохија, Северна Македонија, Албанија)
- Буњевци (Србија, Хрватска)
- Шокци (Србија, Хрватска)
- Торлаци (Србија, Северна Македонија, Бугарска)
- Шопи (Бугарска, Србија, Северна Македонија)
- Крашовани (Румунија)
- Јањевци (Србија - Косово и Метохија)
- Торбеши (Северна Македонија, Албанија)
- Помаци (Бугарска, Турска, Грчка)
- Палћени (Румунија, Србија)

Западнословенски народи и етничке групе:
- Словаци (Србија - Војводина)
- Русини (Србија - Војводина)

Романски народи и етничке групе:
- Румуни (Румунија)
- Власи (Србија)
- Цинцари (Грчка, Албанија, Северна Македонија, Србија)
- Мегленски Власи (Грчка)
- Ћићи (Хрватска)

Остали индоевропски народи:
- Албанци (Албанија; Србија - Косово и Метохија, Црна Гора, Северна Македонија, Грчка)
- Грци (Грчка, Албанија)
- Роми (Румунија, Бугарска, Србија, Црна Гора, Босна и Херцеговина, Северна Македонија, Грчка)
- Египћани (Србија - Косово и Метохија, Северна Македонија)
- Ашкалије (Србија - Косово и Метохија)

Туркијски народи:
- Турци (Турска, Грчка, Бугарска, Северна Македонија, Србија - Косово и Метохија)

Угрофински народи:
- Мађари (Румунија, Србија)

## Генетика
Према резултатима генетских истраживања, међу становништвом балканских држава најзаступљеније су четири патрилинеарне (Y-ДНК) хаплогрупе: хаплогрупа I, хаплогрупа R, хаплогрупа E и хаплогрупа J. У мањој мери су заступљене и хаплогрупа N, хаплогрупа H, хаплогрупа G и хаплогрупа T.

## Религија
На Балкану су од религија у значајном проценту заступљени хришћанство (углавном православље, мањим делом католицизам) и ислам. Православље је доминантно у Србији, Црној Гори, Републици Српској, Македонији, Бугарској, Грчкој и Румунији; католицизам је доминантно у Хрватској и Словенији; док је ислам доминантан у Турској, Албанији, на Косову и Метохији и у Федерацији Босне и Херцеговине.

### Урбанизација
Већина држава на Балканском полуострву је углавном урбанизована; изузев Босне и Херцеговине која је отприлике 50% рурална и 50% урбана.
Списак највећих градова:
| Град        | Држава              | Становништво | Агломерација | Година |
| ----------- | ------------------- | ------------ | ------------ | ------ |
| Истанбул*   | Турска              | 9.000.000    | 10.000.000   | 2014   |
| Букурешт    | Румунија            | 1.883.425    | 2.272.163    | 2011   |
| Софија      | Бугарска            | 1.260.120    | 1.681.666    | 2014   |
| Београд     | Србија              | 1.233.796    | 1.659.440    | 2011   |
| Загреб      | Хрватска            | 688.163      | 1.113.111    | 2011   |
| Атина       | Грчка               | 664.046      | 3.753.783    | 2011   |
| Скопље      | Македонија          | 444.800      | 506.926      | 2014   |
| Тирана      | Албанија            | 418.495      | 800.986      | 2011   |
| Пловдив     | Бугарска            | 341.567      | 404.665      | 2014   |
| Варна       | Бугарска            | 335.949      | 344.775      | 2014   |
| Солун       | Грчка               | 325.182      | 1.012.297    | 2011   |
| Клуж-Напока | Румунија            | 324.576      | 411.379      | 2011   |
| Темишвар    | Румунија            | 319.279      | 384.609      | 2011   |
| Јаши        | Румунија            | 290.422      | 382.484      | 2011   |
| Констанца   | Румунија            | 283.872      | 425.916      | 2011   |
| Љубљана     | Словенија           | 280.310      | 280.310      | 2017   |
| Нови Сад    | Србија              | 277.522      | 341.625      | 2011   |
| Сарајево    | Босна и Херцеговина | 275.524      | 355.170      | 2013   |
| Крајова     | Румунија            | 269.506      | 420.000      | 2011   |
| Чорлу       | Турска              | 253.500      | 273.362      | 2014   |
| Брашов      | Румунија            | 253.200      | 369.896      | 2011   |

- Само је европски дио Турске дио Балканског полуострва. Ту живе двије трећине становника града, 14.025.646.